# ماشاالله احمدوف
ماشاالله احمدوف (روسی: Машалла Ахмед-оглы Ахмедов؛ زادهٔ ۱۹۵۹) یک بازیکن فوتبال اهل اتحاد جماهیر سوسیالیستی شوروی است.
از باشگاه‌هایی که در آن بازی کرده‌است می‌توان به باشگاه فوتبال نفتچی باکو و باشگاه فوتبال کپز اشاره کرد.